# Porębina-Wieczorków
Porębina-Wieczorków – część wsi Janina w Polsce, położona w województwie świętokrzyskim, w powiecie buskim, w gminie Busko-Zdrój.
W latach 1975–1998 Porębina-Wieczorków administracyjnie należała do województwa kieleckiego.